# Hyponogogigal Drift
Hyponogogigal Drift é um gênero músical, e também uma forma de "Hypnagogia" fazendo assim com que ele se repita várias vezes, a interpretação para isso é o estado de hypnagogia se repetindo constantemente  e não acabando, como se isso fosse a sensação que esse subgênero quisesse te passar. Esse gênero também é um subgênero do Vaporwave.  Esse subgênero tenta emula uma atmosfera de um sonho, as vezes bem surrealista, e para algumas pessoas até estranho, e é comum associa esse estilo de música com imagens 3D que dão esse sentimento estranho.  A técnica mais comum nesse estilo de música é usar apenas um Sampler e repetir ele de diversas formas pela música inteira. 
1. ↑  Spacewhy. «The Hypnagogic Drift». spacewhy.substack.com (em inglês). Consultado em 8 de dezembro de 2022
2. ↑  «Hypnagogic Hallucinations». Sleep Foundation (em inglês). 24 de junho de 2021. Consultado em 8 de dezembro de 2022
3. ↑  «SBVRSV | Amselysen - Hypnagogic Surge». SBVRSV (em inglês). 27 de novembro de 2020. Consultado em 8 de dezembro de 2022